# Bloedbad van Wounded Knee

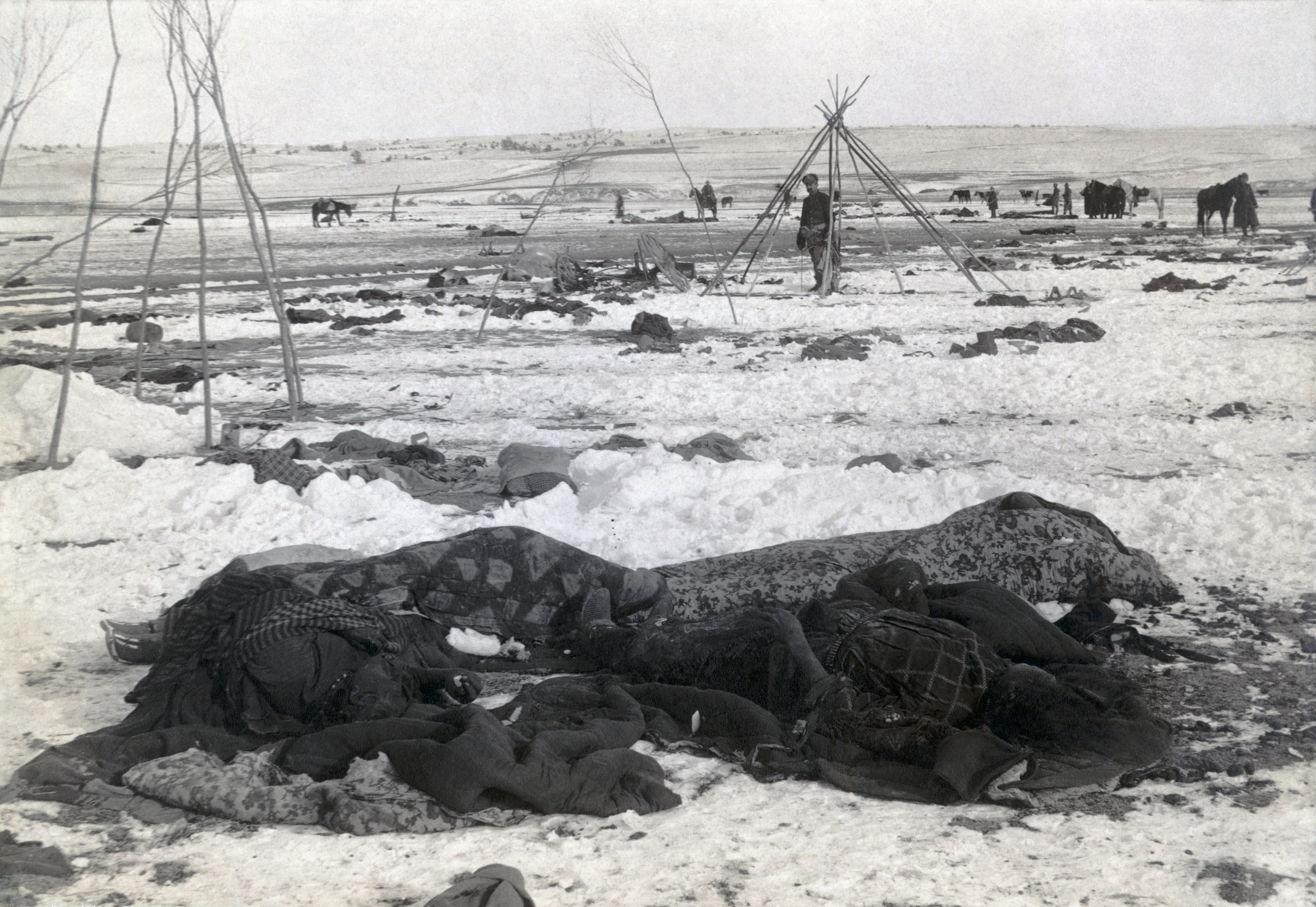
Het indianenkamp drie weken na het bloedbad, met op de voorgrond verschillende lichamen, deels in dekens gewikkeld

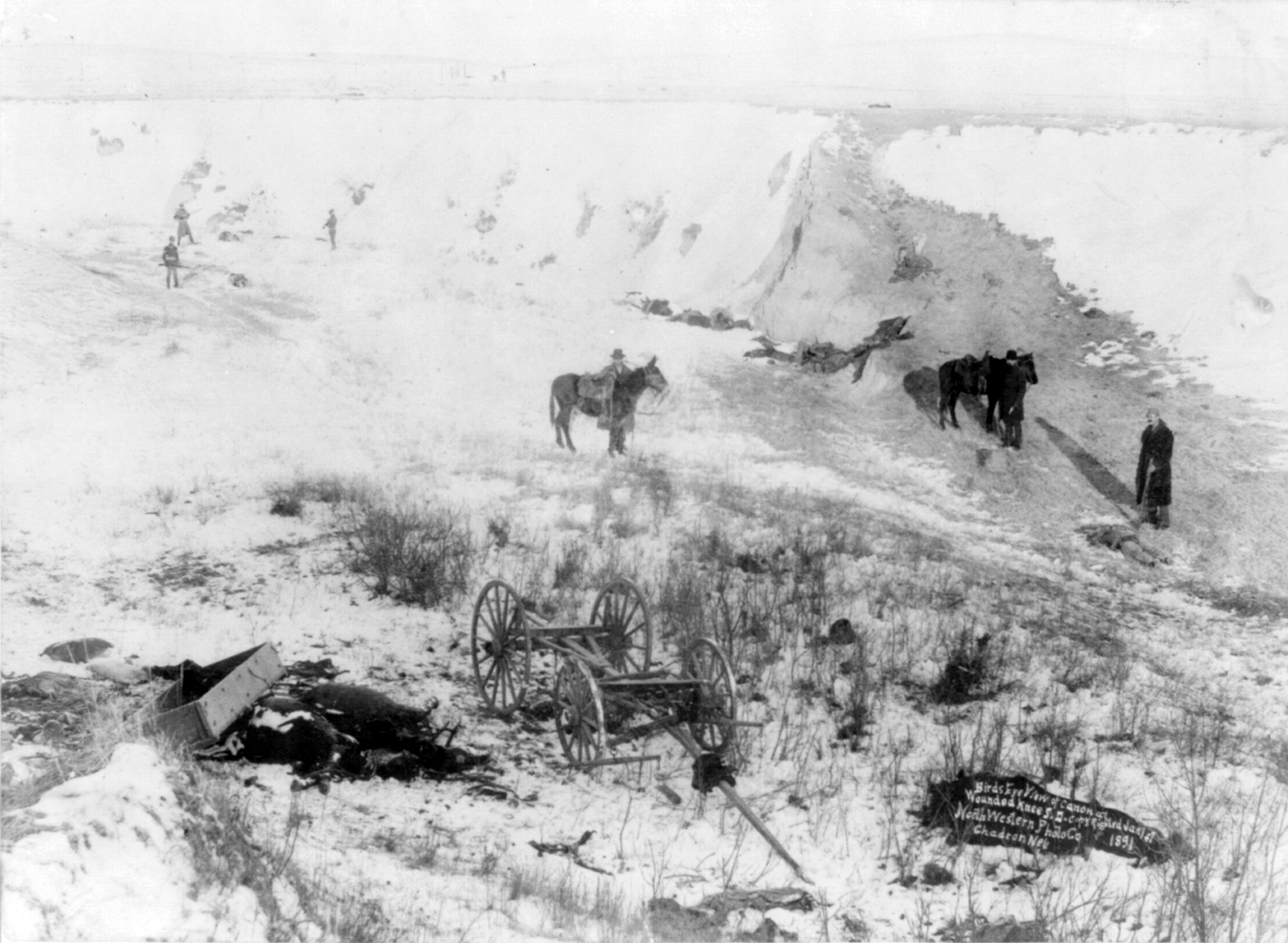
Dode indianen en paarden bij Wounded Knee

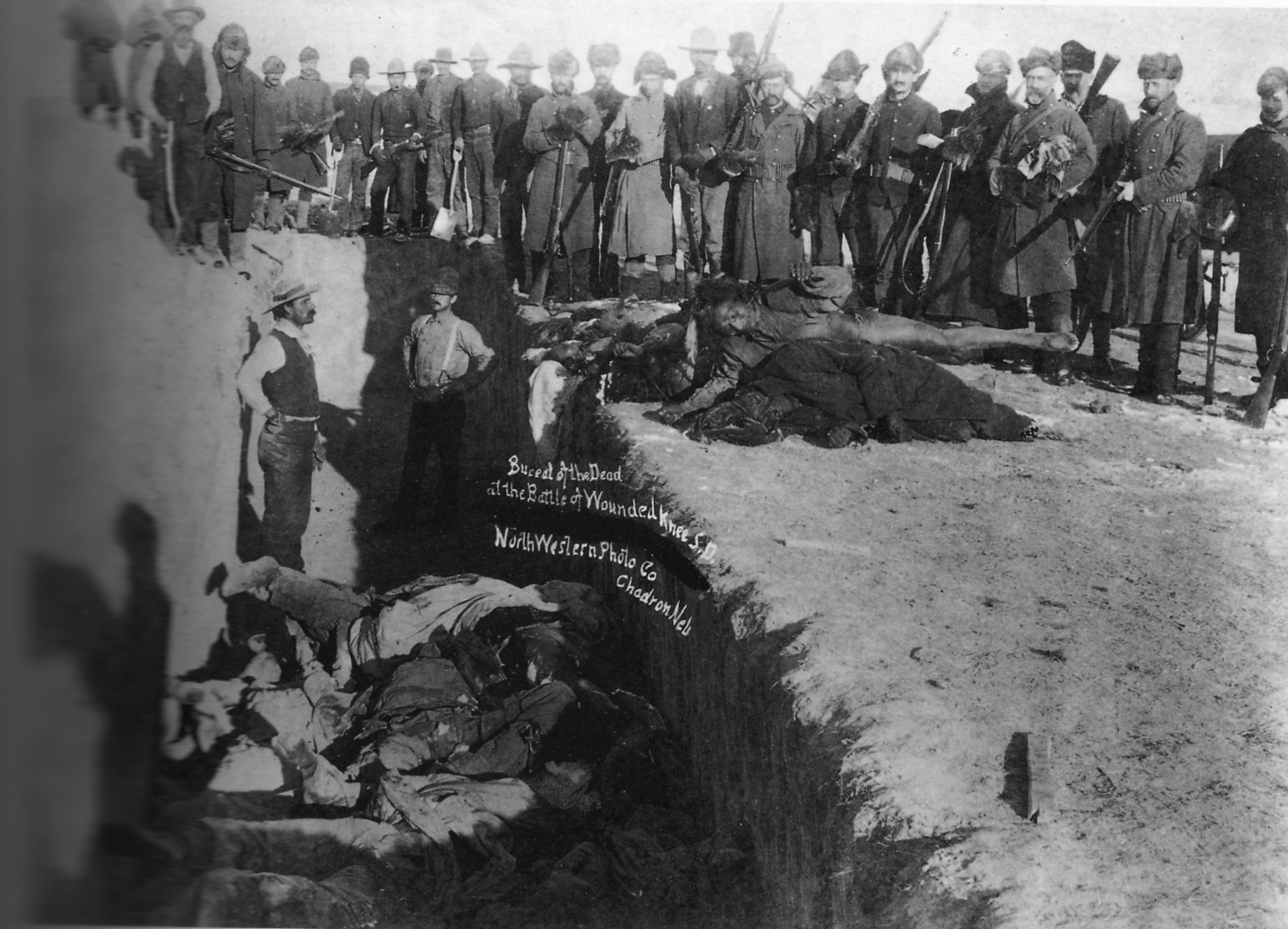
De lijken van de indianen worden in een massagraf gegooid, de lijken zijn inmiddels in vreemde houdingen bevroren

Het Bloedbad van Wounded Knee (Engels: Wounded Knee Massacre) is een bloedbad onder indianen aangericht door de Amerikaanse cavalerie op 29 december 1890, in het plaatsje Wounded Knee in South Dakota.

## Voorgeschiedenis en verloop
Sinds de koloniale tijd vond een nagenoeg voortdurende reeks van gewapende conflicten plaats tussen de Europese kolonisten (en, na de onafhankelijkheid van de Verenigde Staten, het Amerikaanse leger) en de indianen, de oorspronkelijke bewoners van Amerika. In de 19e eeuw werd het land een bestemming van vele immigranten uit Europa en werd het gebied waarin de indianen zich nog konden handhaven steeds kleiner.
In de 19e eeuw raakten de Lakota in conflict met kolonisten die over de Oregon Trail trokken. In 1851 tekenden ze een verdrag, waarin ze beloofden de kolonisten met rust te laten. De Verenigde Staten erkenden op hun beurt de soevereiniteit van de Lakota over hun leefgebied. Maar ondanks dit verdrag bleven zich echter kolonisten vestigen in het gebied dat was toegekend aan de Lakota. Conflicten tussen de Lakota en de blanken mondden uit in de Eerste Sioux-oorlog (1854-1856).
In de jaren erna leverden de Lakota samen met andere stammen herhaaldelijk strijd met kolonisten en milities, waarop diverse verdragen met de Amerikaanse overheid werden gesloten.
Het laatste grote conflict met de Verenigde Staten zou de Ghost Dance-oorlog worden, die uitbrak als gevolg van onvrede over de herhaalde schending van deze verdragen door de VS. 
In 1890 hadden de Noord-Amerikaanse indianen feitelijk al het onderspit gedolven tegen de kolonisator. Een deel van hen leefde onder erbarmelijke omstandigheden in het Pine Ridge-reservaat. Ze raakten in de ban van twee mystici. In Nevada voorspelde de pacifistische Paiute Wovoka de indianen een herboren en paradijselijke Aarde zonder kolonisten, met terugkeer van alle overledenen, als de indianen voortaan oprecht zouden leven, geen alcohol meer zouden drinken en zichzelf ritueel zouden reinigen.

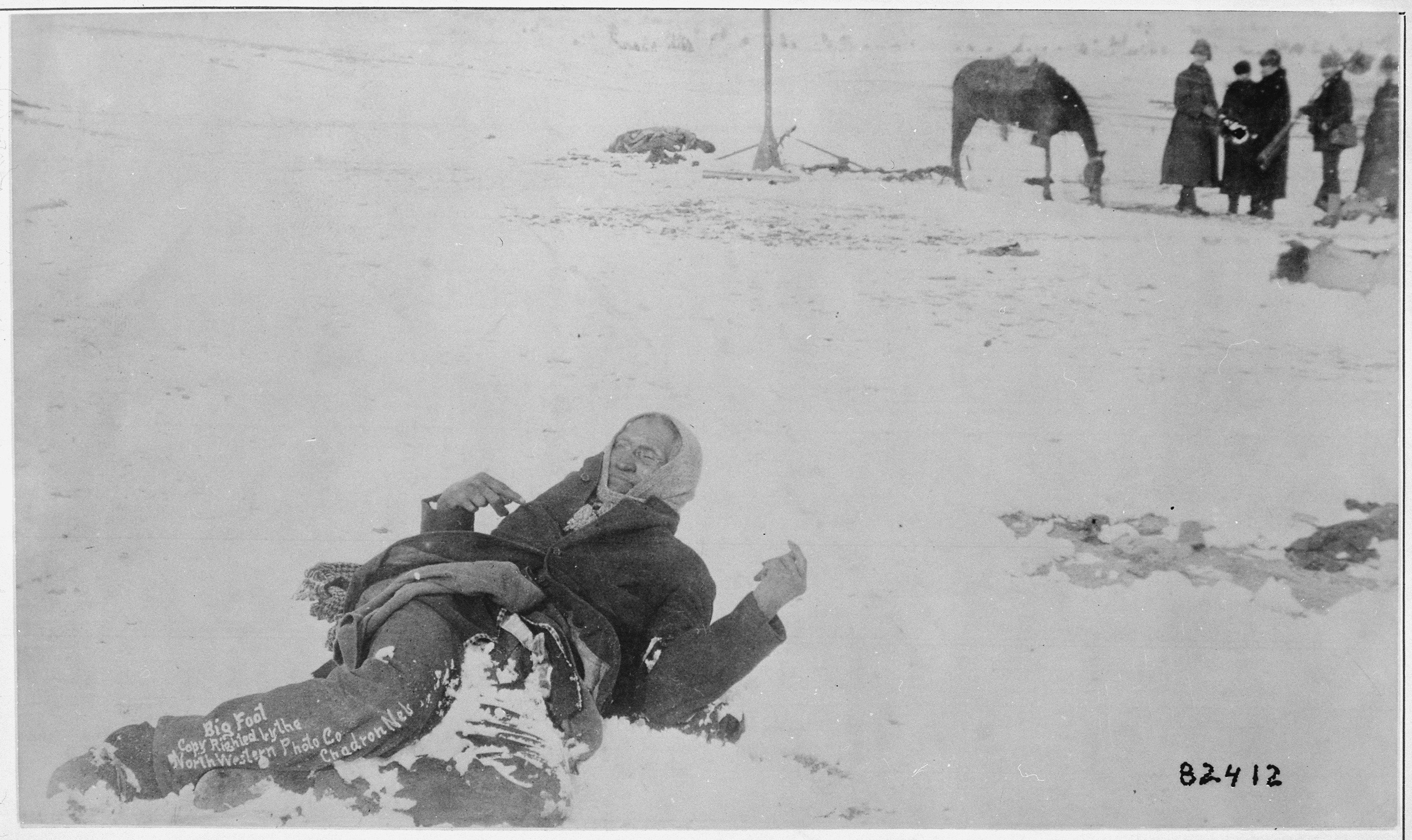
Chief Spotted Elk of Big Foot (Grote Voet), broer van Touch the Clouds, sneuvelde in de sneeuw tijdens het bloedbad bij Wounded Knee

Kicking Bear, een Sioux van de Miniconjou-Lakota, die in het Pine Ridge-reservaat leefde, reisde naar Wovoka om kennis te nemen van diens religie, gaf er zijn eigen draai aan, en voorspelde de uitroeiing van de kolonisten. Speciale hemden – heilig geworden door een rituele geestendans – zouden bescherming bieden tegen de kogels van de Amerikaanse kolonisten.
De autoriteiten in het Pine Ridge-reservaat raakten bevreesd voor een opstand. Ze verboden de geestendans en schakelden het leger in.
De Miniconjou-Lakota haalden Sitting Bull over om zich bij hen te voegen, maar voor het zover was, werd hij door de indiaanse politie gearresteerd. Er ontstond een schermutseling. Sitting Bull, zeven van zijn krijgers en zes leden van de indiaanse politie kwamen hierbij om.

### 28 december
Het 7e cavalerieregiment (7th Cavalry Regiment) ging onder bevel van majoor Samuel Whitside op zoek naar de Miniconjou die het reservaat waren ontvlucht. Op 28 december 1890 werd de groep gevonden, 48 kilometer ten oosten van Pine Ridge (Pijnboom-Rug). Spotted Elk hoopte dat Rode Wolk in Pine Ridge zijn volgelingen tegen de soldaten kon beschermen. De uitgeputte en slecht tegen de winterkou geklede indianen boden geen verzet. Spotted Elk, die een longontsteking had opgelopen en wegens bloedingen in een wagen verder trok, liet een witte vlag aan zijn wagen bevestigen. Ze kregen de opdracht een kamp op te slaan bij de Wounded Knee-beek (Chankpe Opi Wakpala of Gekwetste Knie-kreek), 8 kilometer westelijker.

### 29 december
De volgende ochtend wilde het leger de indianen ontwapenen. Hun medicijnman Yellow Bird voorspelde, toen hij een paar passen danste van de Dans van de Geesten en een van de heilige liederen zong, dat de geestendanshemden hen zouden beschermen tegen de kogels van de militairen. Intussen probeerden enkele soldaten een van de indianen zijn geweer te ontnemen. Zij wisten niet dat Zwarte Prairiewolf doof was en zagen zijn onbegrip aan voor verzet. Er ontstond een worsteling waarbij het geweer per ongeluk afging en een soldaat neerviel. Dit was het begin van een hevige schietpartij. Van dichtbij vuurden de soldaten, ondersteund door Hotchkiss-geschut, in de groep indianen die slechts gewapend waren met de knuppels en messen die ze hadden verborgen in dekens. De geestendanshemden boden niet de eraan toegedichte magische bescherming. Tientallen indianen, onder wie veel vrouwen en kinderen, werden neergeschoten. De indianen die erin geslaagd waren te vluchten werden kilometers ver buiten het kamp achtervolgd en gedood. In totaal kwamen meer dan 200 indianen om. Volgens een schatting kwamen bijna driehonderd van de 350 mannen, vrouwen en kinderen om. Er sneuvelden 25 militairen, en 39 raakten gewond, de meesten door eigen kogels en granaatscherven. De volgende lente, toen het leger terugkeerde, werden de lijken die waren blijven liggen (te weten 144 indianen, waaronder 44 vrouwen en 16 kinderen), begraven in een massagraf.

### 30 december
De volgende dag, 30 december 1890, vond nog een laatste gewelddadige confrontatie plaats, die bekend zou worden als de Drexel Mission Fight, tussen overgebleven Lakota-krijgers en hetzelfde cavalerieregiment. De strijdende partijen troffen elkaar nabij White Clay Creek, ongeveer 24 kilometer ten noorden van Pine Ridge, waar de Lakota's een katholieke missie in brand zouden hebben gestoken.
Afgezien van een latere reeks kleine schermutselingen in de periode tot aan 1924, toen aan de laatste vijandelijkheden met de Apachen een einde kwam, waren het bloedbad van Wounded Knee en dat bij White Clay Creek de laatste echte oorlogshandelingen in een serie van gewapende conflicten tussen het Amerikaanse leger en de indianen. Aan de betrokken militairen werd na afloop een medaille toegekend.

## Bezetting van Wounded Knee (1973)
In de jaren zeventig van de 20e eeuw was er in de Verenigde Staten een opleving van indianenactivisme. Een katalyserende factor was het verschijnen in 1970, in het kielzog van de burgerrechtenbeweging en tijdens de Vietnamoorlog, van het boek Bury My Heart at Wounded Knee – An Indian History of the American West van Dee Brown. Dit boek handelde over de lotgevallen van de Amerikaanse indianen, met name die in het Wilde Westen na 1860, en vestigde ook kritische aandacht op het onverwerkte verleden en in het bijzonder de gebeurtenissen te Pine Ridge en Wounded Knee. Daarbij rees in grotere kring het inzicht dat daar door de Amerikaanse overheid oorlogsmisdaden zouden zijn gepleegd.
Op 27 februari 1973 werd het dorp Wounded Knee bezet door honderden jonge leden van de American Indian Movement (AIM), die er een Oglala Sioux-vrijstaat uitriepen. Ze werden gesteund door traditionele Sioux-leden die wilden dat het verdrag  van 1868 werd nagekomen. Volgens dit verdrag hadden de Sioux recht op de Black Hills, die voor hen heilige grond waren. De Amerikaanse overheid was echter juist bezig het land, dat rijk was aan delfstoffen, verder te onteigenen. Op de achtergrond van het conflict speelden meer actuele kwesties. De leiding in het reservaat was corrupt, en door dagmijnbouw met behulp van chemicaliën raakten de bodem en het water van het reservaat vervuild, waardoor misvormde kinderen werden geboren.
De Amerikaanse autoriteiten stuurden gewapende eenheden naar Wounded Knee en sneden de elektriciteitsvoorziening af. Af en toe werden er schoten gewisseld. Tot grootschalig geweld kwam het echter niet; waarschijnlijk waren de autoriteiten bang voor negatieve publiciteit. Na 73 dagen werd de bezetting gebroken. Er werden 1200 arrestaties verricht.
Tijdens de bezetting zou al een groep van zestien personen onder mysterieuze omstandigheden zijn verdwenen. Zij zijn waarschijnlijk het slachtoffer geworden van een knokploeg die het corrupte regime van het reservaat steunde. Na het einde van de bezetting werden nog 64 indianen onder onopgehelderde omstandigheden vermoord, en er werden nog enige honderden arrestaties verricht. AIM-activist Leonard Peltier kwam naar Wounded Knee om de bezetters bij te staan. Uiteindelijk werden slechts vijftien indianen daadwerkelijk veroordeeld voor hun aandeel in de bezetting.

## In populaire media
- De popgroep Redbone schreef in 1973 een nummer over Wounded Knee onder de titel We Were All Wounded at Wounded Knee ("We raakten allemaal gewond bij Wounded Knee"). De slotzin van het nummer luidt, subtiel in afwijking van het refrein, "We were all wounded by Wounded Knee" ("We raakten allemaal gewond door Wounded Knee").
- Buffy Sainte-Marie zingt op haar album Coincidence and Likely Stories (1990) over Wounded Knee: Bury My Heart at Wounded Knee.
- Het deel "Ghostdance" van de filmserie Into the West verhaalt over de gebeurtenissen die leidden tot het bloedbad bij Wounded Knee.
- De film Hidalgo begint met het bloedbad in Wounded Knee.
- In het computerspel BioShock Infinite heeft de hoofdpersoon van het spel, Booker DeWitt, het bloedbad bij Wounded Knee meegemaakt.

## Afbeeldingen

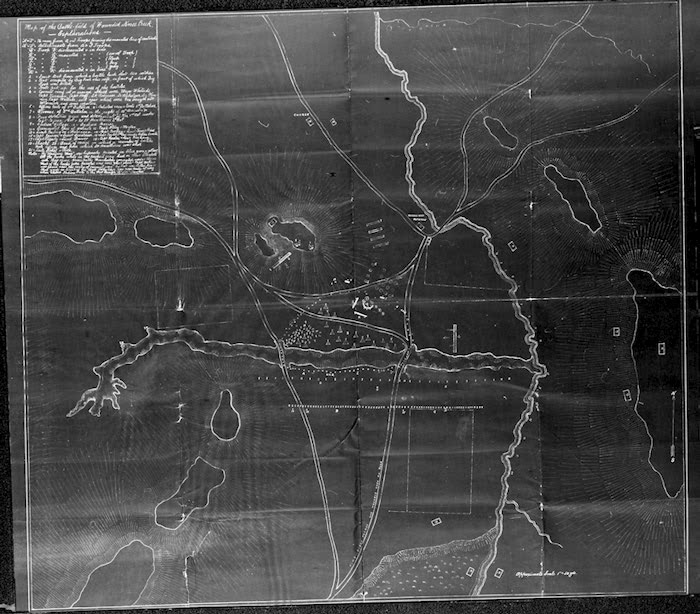
Kaart van de plaats van het bloedbad
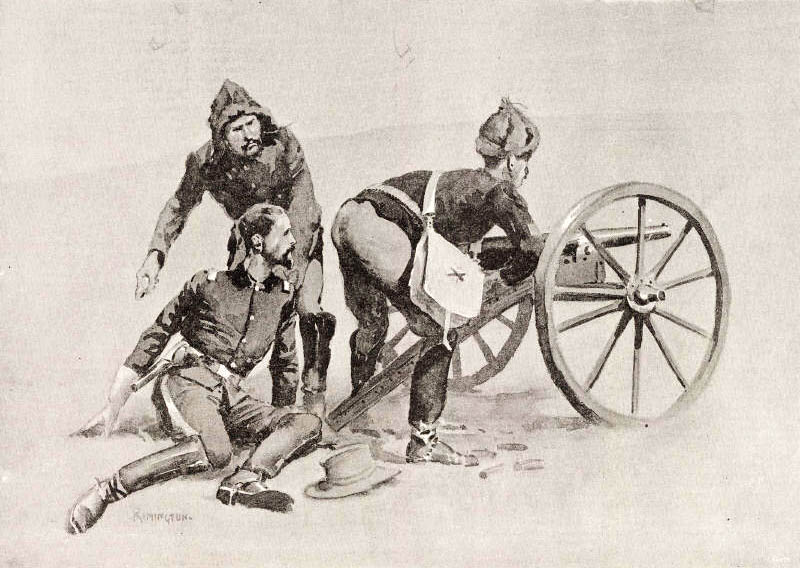
Artillerie bij Wounded Knee
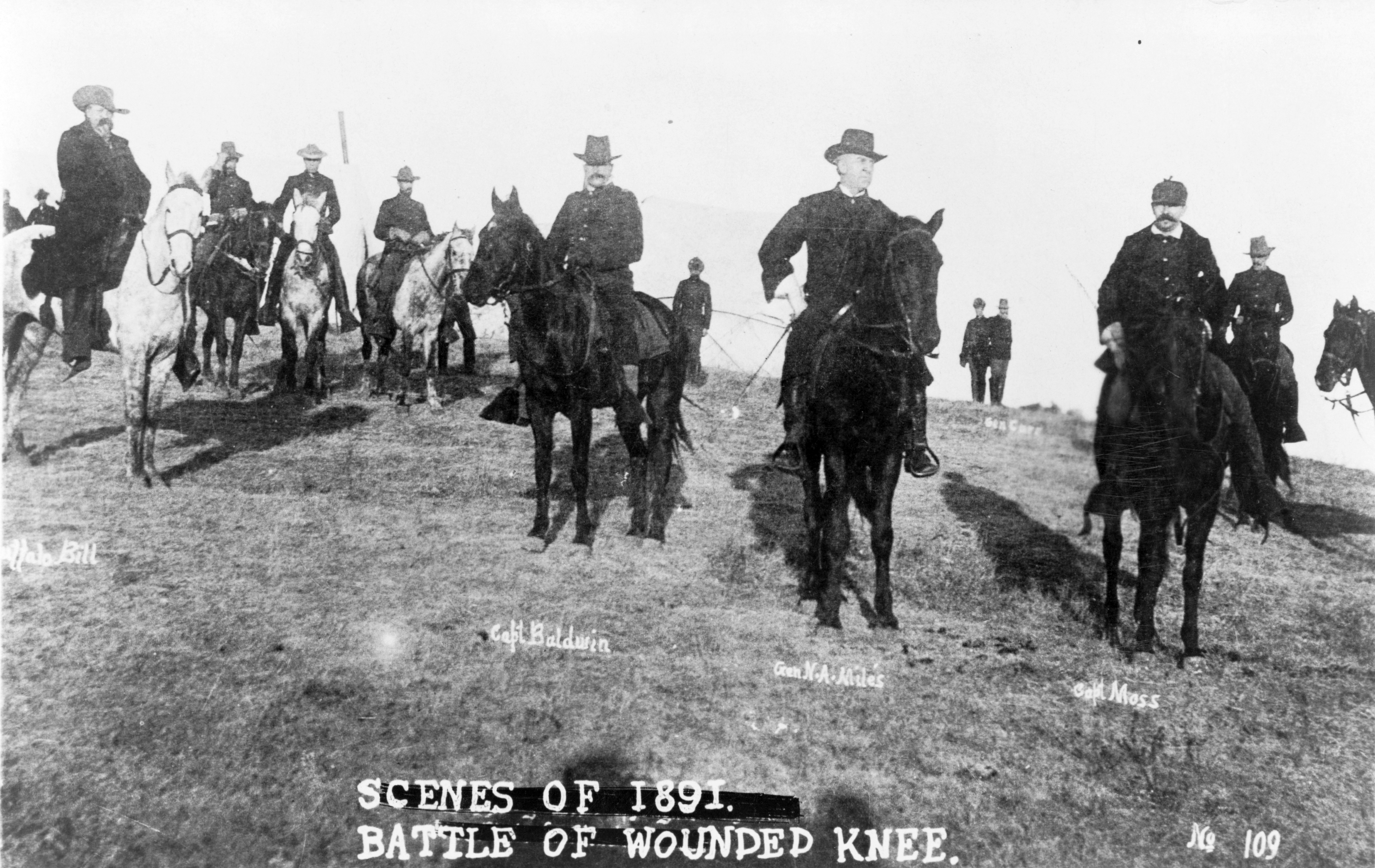
Officieren bij Wounded Knee
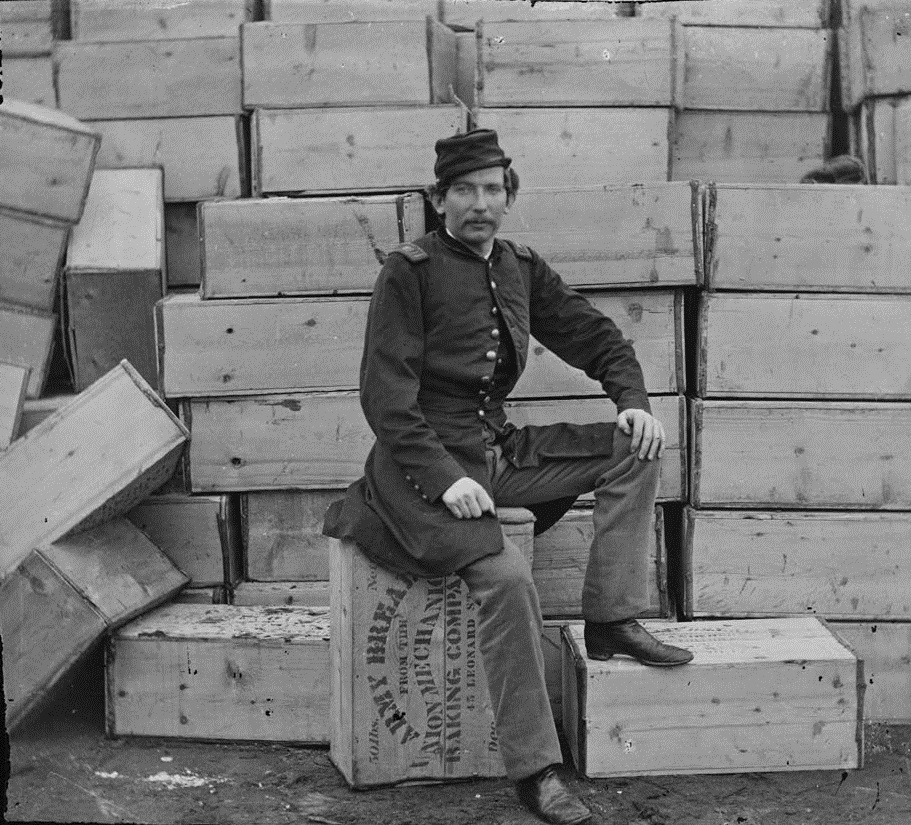
James W. Forsyth (1834-1906)